# Liste der Denkmäler des Deutsch-Französischen Krieges in Heidelberg
Diese Liste gibt einen Überblick über Gedenkstätten in Heidelberg, die sich schwerpunktmäßig der Geschichte des Deutsch-Französischen Krieges von 1870/71 widmen.

## Liste
| Bild           | Ort        | Ortsteil       | Lage                                                                    | Beschreibung |
| -------------- | ---------- | -------------- | ----------------------------------------------------------------------- | --- |
|                | Heidelberg | Südstadt       | Bergfriedhof 49° 23′ 47″ N, 8° 41′ 31″ O                                | Obelisk auf rechteckigem Sockel, geschaffen vom Bildhauer Franz Sommer, am 10. Mai 1873 enthüllt. |
| Weitere Bilder | Heidelberg | Handschuhsheim | Ecke Handschuhsheimer Landstraße/Pfarrgasse 49° 25′ 35″ N, 8° 41′ 19″ O | Obelisk mit Inschriften, am 13. September 1896 enthüllt, geschaffen von F. Sommer. |
| Weitere Bilder | Heidelberg | Kirchheim      | Vor dem Friedhof 49° 22′ 33″ N, 8° 39′ 35″ O                            | Obelisk auf rechteckigem Sockel mit Inschriften und Namen der Gefallenen; 1878 von dem Kirchheimer Rathaus errichtet, später neben das evangelische Pfarrhaus an die Ecke Hegenichstraße/Oberdorfstraße und Mitte der 1960er Jahre an den Friedhof versetzt. |
| Weitere Bilder | Heidelberg | Kirchheim      | Friedhof 49° 22′ 30″ N, 8° 39′ 33″ O                                    | Frauengruppe mit Inschrift KRIEG EWIG LEID vom Bildhauer Bergner, 1961 aufgestellt, davor drei Kreuze für die Gefallenen der drei Kriege 1870/71, 1914–1918, 1939–1945                                                                                       |
|                | Heidelberg | Neuenheim      | Alte Johanneskirche 49° 24′ 53″ N, 8° 41′ 26″ O                         | Gedenktafel, errichtet 1910 |
| Weitere Bilder | Heidelberg | Rohrbach       | Friedhof 49° 22′ 37″ N, 8° 41′ 39″ O                                    | Obelisk auf rechteckigem Sockel. |
|                | Heidelberg | Ziegelhausen   | Osteingang des alten Friedhofs 49° 25′ 11″ N, 8° 45′ 38″ O              | Obelisk auf rechteckigem Sockel. |